# Johannes Corvinus
Johannes Corvinus, Hongaars: Corvin János, Kroatisch: Ivaniš Korvin, Roemeens: Ioan Corvin (Boeda, 2 april 1473 – Krapina, 12 oktober 1504) was de buitenechtelijke zoon van Matthias Corvinus, koning van Hongarije, en zijn maîtresse, Barbara Edelpöck.

## Levensloop

### Jeugd
Geboren in Buda, nam hij zijn naam aan van de raaf (Latijn: corvus) in het wapenschild van zijn vader. Matthias had oorspronkelijk bedoeld dat hij voor de Kerk bestemd zou zijn, maar toen hij alle hoop op nakomelingen van zijn koningin, Beatrix van Napels, had verloren, besloot hij tegen het einde van zijn leven de jongeman tot zijn troonopvolger te maken. Hij overlaadde hem met eerbewijzen en rijkdommen, waardoor hij veruit de rijkste magnaat van het land werd. Hij riep hem openlijk uit tot zijn opvolger, verhief hem tot prins met enorme bezittingen in Silezië (het hertogdom Głogów), liet de commandanten van alle forten in het koninkrijk hem trouw zweren en probeerde een huwelijk voor hem te regelen met Bianca Maria Sforza van Milaan, een plan dat werd verijdeld door de intriges van koningin Beatrix.
Matthias was ook van plan om de erkenning van Johan als Koninklijke Prins van Hongarije door de Heilige Roomse Keizer Frederik III te verkrijgen, in ruil voor het opgeven van alle of een deel van de veroverde erfelijke gebieden van het Huis Habsburg. Maar zijn plotselinge dood liet deze kwestie onopgelost, en de jonge prins bevond zich opeens alleen te midden van vijanden.

### Na de dood van Matthias
De onervaren en besluiteloze jongeling werd al snel het slachtoffer van de meest schandelijke misleiding. Eerst werd hij ertoe bewogen formeel afstand te doen van zijn aanspraken op de troon, met de belofte dat hij gecompenseerd zou worden met de kroon van Bosnië. Vervolgens werd hij overgehaald om zich met de koninklijke schatten, die Matthias hem had toevertrouwd, naar het zuiden terug te trekken. Hierop werd onmiddellijk een leger op hem afgestuurd, dat zijn troepen uiteenjoeg in de Slag bij Bonefield (4 juli 1490, nabij Kölesd in het comitaat Tolna) en hem van alles beroofde.
Ondertussen had de Rijksdag op 15 juli 1490 Vladislaus Jagiello van Bohemen tot koning gekozen. Johannes haastte zich om hem hulde te brengen, in de hoop nog iets van zijn verloren fortuin te redden. Hij werd erkend als hertog van Slavonië en Opava, maar werd gedwongen beide titels vijf jaar later op te geven.
Toen Maximiliaan Hongarije binnenviel, toonde Johannes zijn loyaliteit aan de kroon door drie belangrijke forten – in Pressburg (het huidige Bratislava in Slowakije), Komárom en Tata – over te dragen aan Vladislaus. Deze forten waren hem door zijn vader toevertrouwd. Zijn inschikkelijkheid moedigde echter de hoogste edelen, onder leiding van Palatijn Stefan Zápolya (†1499), aan om bijna al zijn resterende bezittingen op te eisen en hem in een reeks kostbare rechtszaken te verwikkelen. Dit konden ze zonder enige tegenwerking doen, aangezien ze de geest van de luie en wantrouwige koning tegen hun slachtoffer hadden vergiftigd.

### Huwelijk en nakomelingen
In 1496 trouwde Corvinus met Beatrice Frangepán, de dochter van Bernard Frangepán en Lujza Marzano d'Aragona (geboren in 1455). Zijn vooruitzichten verbeterden hierdoor, en in 1498 werd hij benoemd tot erfelijke ban van Kroatië en Slavonië.
Van 1499 tot 1502 verdedigde hij met succes de onoverwonnen delen van Bosnië tegen de Turken. In het daaropvolgende jaar streefde hij naar de waardigheid van palatijn, maar werd verslagen door een coalitie van koningin Beatrix en zijn andere vijanden.
Hij overleed op 12 oktober 1504 in Krapina en liet twee zonen na, Christoffel (1499 – 17 maart 1505) en Matthias (1504-1505), evenals een dochter, Elisabeth (1496-1508).

## Genetica
In 2021 verzamelde het Instituut voor Hongaars Onderzoek botmonsters uit het Corvinus-graf, afkomstig van de overblijfselen van Johannes Corvinus en Christoffel Corvinus, in de kerk van de Heilige Maagd Maria in Lepoglava, met als doel hun genetische samenstelling te bepalen.
Het team van Endre Neparáczki slaagde erin de volledige genoomsequenties van de laatste twee mannelijke leden van de Hunyadi-familie te identificeren met behulp van next-generation sequencing-technologie. De genetische studie werd in 2022 gepubliceerd in Heliyon.